# Ударник (часть оружия)
Уда́рник — деталь ударного (ударно-спускового) механизма огнестрельного оружия, особая часть затвора. 
Ударник представляет собой цилиндрический стержень, совершающий при выстреле поступательное движение и своим бойком (передним концом) разбивающий капсюль (пистон, колпачок). 
Ударник приводится в движение боевой (винтовка Мосина) или возвратно-боевой пружиной либо непосредственно (пистолет Браунинга образца 1910 года), либо через курок (пистолет ПМ, автомат Калашникова), затворную раму (ручной пулемет ДП), специальный рычаг (пистолет Браунинга образца 1900 года). В большинстве пистолетов-пулемётов ударником служит затвор.
Во многих системах, ударник оружия подпирается небольшой пружиной, чтобы боёк не мог случайно ударить по капсюлю (пистону), например, при сильном сотрясении оружия.
Также ударник используется во взрывателях различных боевых припасов.

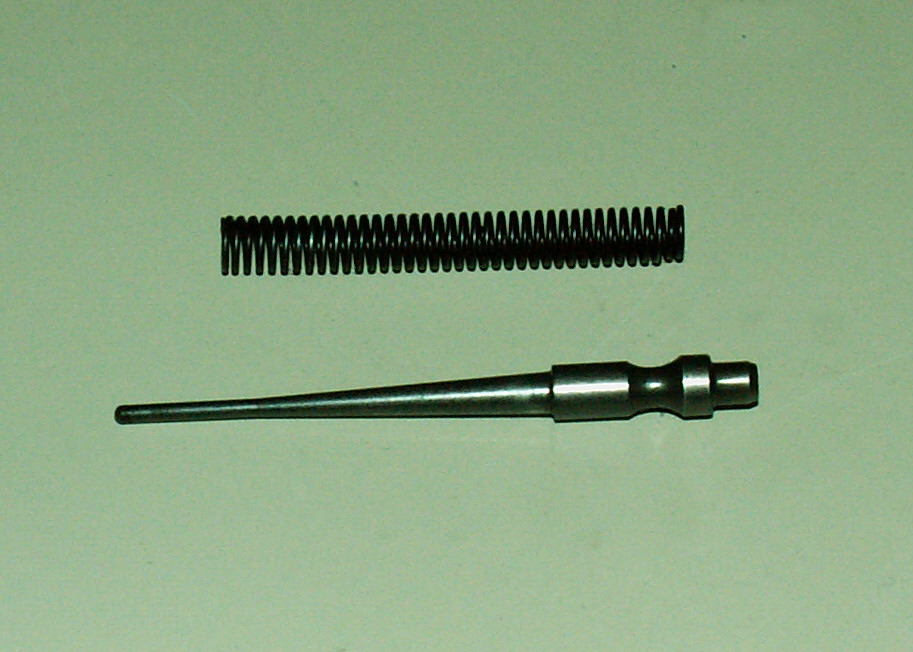
Ударник пистолета Para Ordnance P16-40.
Работа ударно-спускового механизма с курком и ударником.
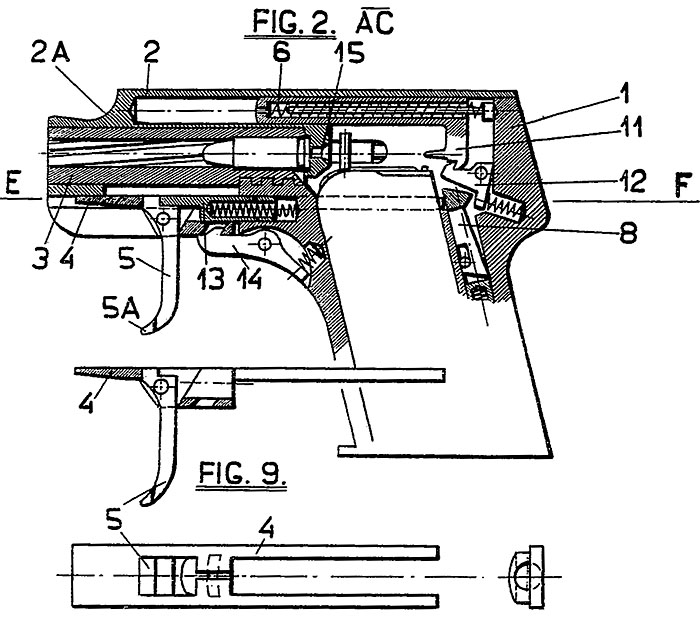
Пистолет «Збройовка Прага Модель 21» (Zbrojovka Praga Model 21). Бескурковая система Вацлава Холека. Чертеж патента: 8 — рычаг шептала, 11 — ударник, 12 — шептало, 14 — спусковой механизм.
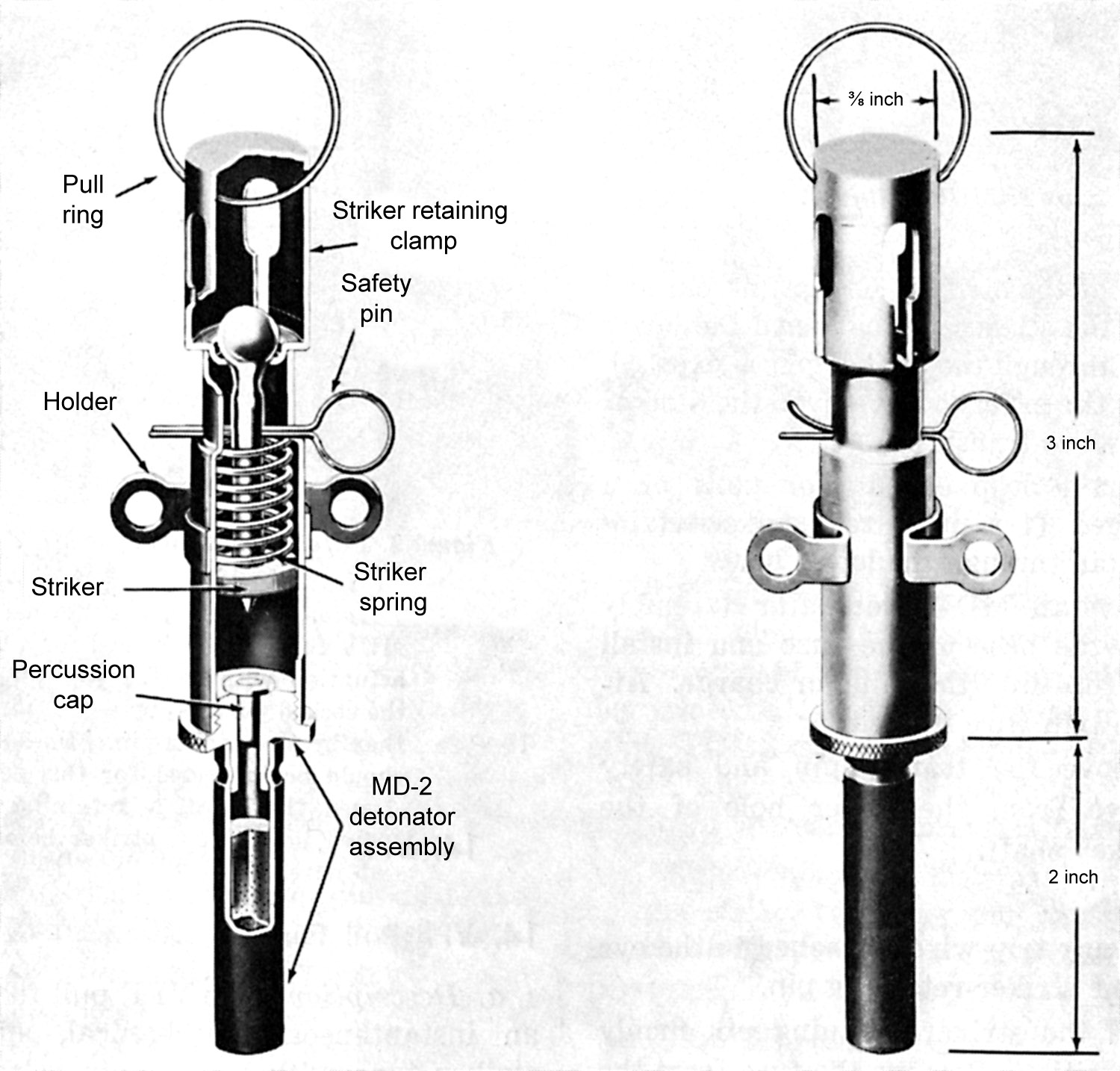
Советский запал для мины, хорошо виден ударник.